# کوستنکووتسی
کوستنکووتسی (به بلغاری: Kostenkovtsi) یک منطقهٔ مسکونی در بلغارستان است که در شهرستان گابروو واقع شده‌است.